# Leviathan (Arno Schmidt)
Leviathan oder Die beste der Welten ist eine Erzählung des Schriftstellers Arno Schmidt. 1946 entstanden, erschien sie erstmals 1949 im Sammelband Leviathan, gemeinsam mit den Erzählungen Enthymesis oder W.I.E.H. und Gadir. Das Buch war die erste literarische Veröffentlichung Schmidts.

## Inhalt
Der Text beginnt mit einer Herausgeberfiktion: Ein englischsprachiger, einleitender Brief vom 20. Mai 1945 verrät, dass ein Notizheft mit einem Beutepaket eines Soldaten in die USA geschickt wird, und ist die Rahmenerzählung. Die Notizen entpuppen sich als das Tagebuch eines deutschen Soldaten, das dieser gegen Ende des Zweiten Weltkrieges auf einer Bahnfahrt im Februar 1945 von Lauban in der Oberlausitz nach Görlitz führte und das von seiner Schülerliebe Anne Wolf, die er unter den Flüchtenden trifft, den Zerstörungen des Krieges, der NS-Diktatur und der Bösartigkeit der Schöpfung handelt.

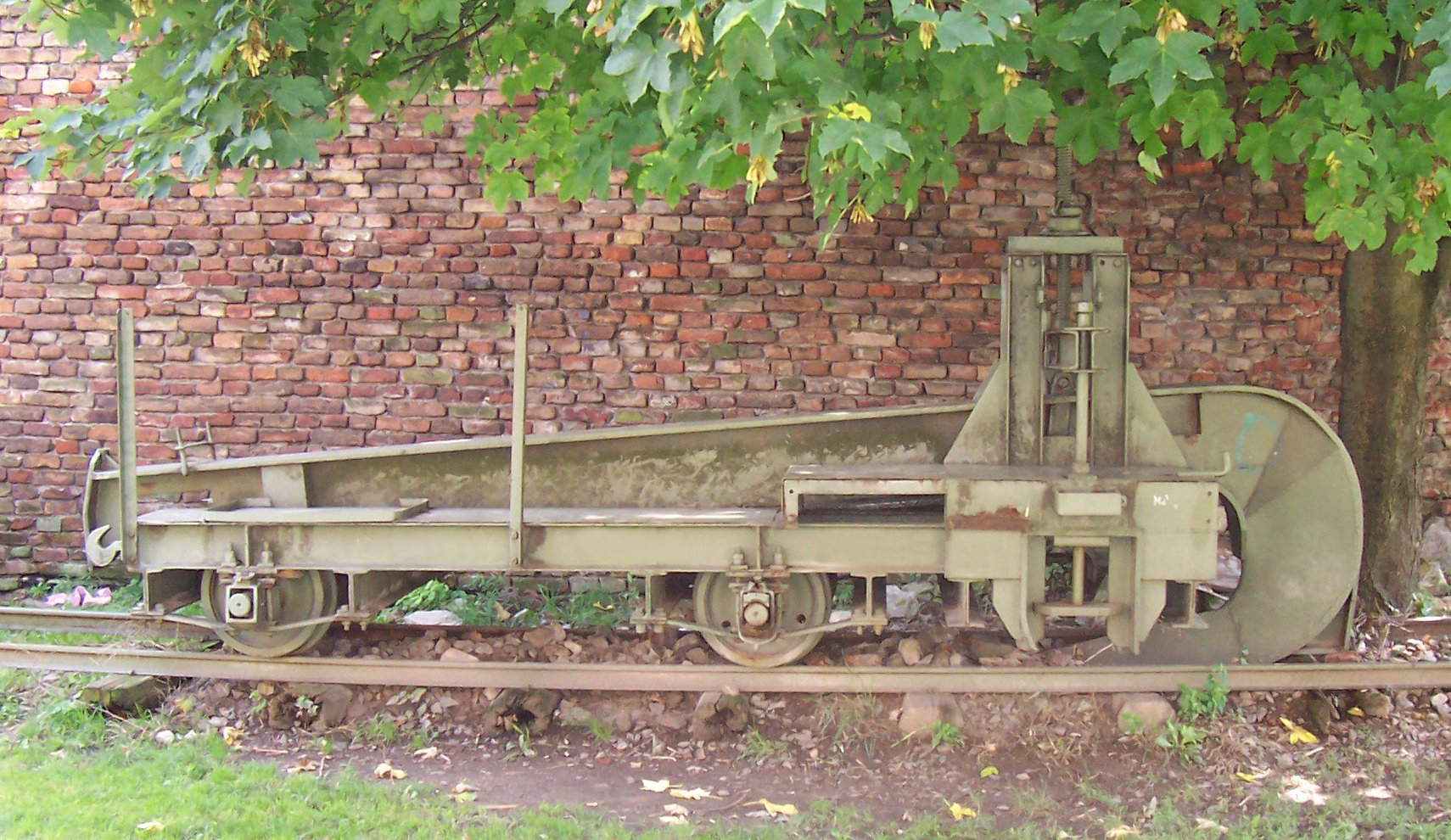
Schwellenreißer (Militärmuseum Belgrad)

Zum Ablauf: Gegen Ende des Zweiten Weltkrieges gelingt es einer bunt zusammengewürfelten Gruppe von Männern, Frauen und Kindern, darunter ein Pfarrer mit seiner Familie, Hitlerjungen und Soldaten, eine herrenlose Lokomotive mit einem Güterwagen in Gang zu bringen, um aus der unter schwerem feindlichem Beschuss liegenden Stadt Lauban auf dem Schienenweg zu fliehen. An den Waggon ist ein defekter Schwellenreißer angekoppelt, der den Gleiskörper hinter ihnen zerstört. Die Beobachtungen dieser uneinigen, durch Todesfälle schrumpfenden Gruppe und einige Gespräche – vor allem zwischen dem Ich-Erzähler und einem greisen Postboten – über den Irrsinn der Unternehmung machen den Hauptteil der Erzählung aus. Die Aufzeichnungen enden, als sich der Protagonist mit seiner von ihm lange heimlich verehrten, jetzt wiedergefundenen großen Liebe Anne Wolf alleine auf dem beidseits zerstörten, sehr hohen Viadukt über die Neiße wiederfindet, die Aufzeichnungen in den Abgrund wirft und sich mit ihr auf den tödlichen Sprung hinab vorbereitet.

## Hintergrund
Vorbild für Anne Wolf, die jugendliche Geliebte des Ich-Erzählers, ist eine Schülerin des Görlitzer Lyzeums, Hanne Wulff, für die Arno Schmidt als Fahrschüler schwärmte. Ihre Gestalt lieferte auch die Vorlage für die Primanerin Käthe, mit der der Ich-Erzähler in Aus dem Leben eines Fauns (1953) eine Liaison eingeht, noch in Zettel’s Traum (1970) kommt sie  in Gestalt einer Zote vor: „Hah: ne Vulv“.

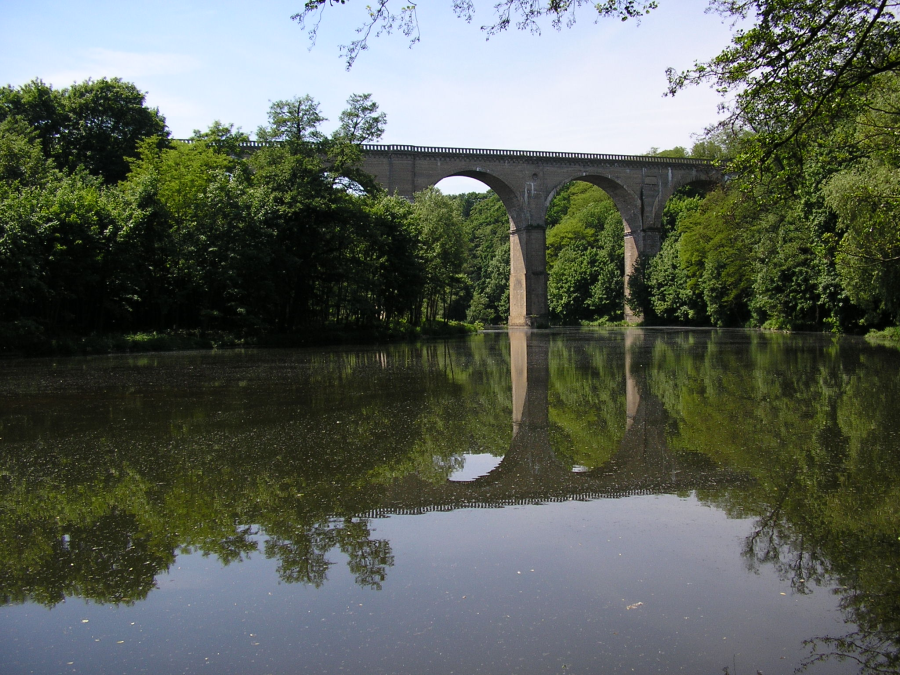
Eisenbahnviadukt über die Neiße

Es geht in diesem Erzähltext nicht nur um eine radikale Auseinandersetzung mit Nationalsozialismus und Militarismus. In die Handlung sind auch kosmologische Überlegungen des Tagebuchschreibers zu einem vieldimensionalen Universum eingefügt, dessen Verständnis sich dem auf seine räumliche Dreidimensionalität reduzierten Menschen verschlösse. Auf diesem Hintergrund erörtert der Notierende auch das Theodizee-Problem: Angesichts der Vielfalt menschlichen Leids kommt er zu einer radikalen Kirchen- und Glaubenskritik und verwirft nicht nur die Hoffnung auf das Wirken eines guten Gottes, sondern führt (analog zu früher versuchten Gottesbeweisen und anknüpfend an Schopenhauers Konzept von der „Welt als Wille“) einen regelrechten „Teufelsbeweis“: Er konstatiert eine weltbeherrschende böswillige Chaosmacht, verkörpert durch den Leviathan: „Wir selbst sind ja ein Teil von ihm.“

## Wirkung
Für die Erzählung „Leviathan oder Die beste der Welten“ erhielt Arno Schmidt 1949 den großen Akademiepreis für Literatur der Mainzer Akademie der Wissenschaften und der Literatur aus der Hand des von ihm verehrten Alfred Döblin.